# Роуз Лавел
Розмарин Кетлин Лавел (енгл. Rosemary Kathleen Lavelle; 14. мај 1995) је америчка фудбалерка која тренутно наступа за клуб Вашингтон Спирит као и за репрезентацију САД-а.

## Каријера
Каријеру је почела у неколико фудбалских клубова у свом родном граду Синсинатију.
Играла је и за време студирања где је играла повремено током лета у годинама 2014, 2015. и 2016.
Професионалну каријеру је почела добро, када је у Бостон Брејкерсима дала два гола у осам утакмица и била изабрана за најбољу играчицу месеца априла.
После Бостон Брејкерса, потписала је уговор за Вашингтон Спирит иако се полемисало да ће прећи у клуб Скај Блу. Због повреде у сезони 2018. је играла у само 11 утакмица.

## Репрезентација
Њен први наступ за сениорски тим репрезентације је био 2017. године у утакмици против Енглеске где је била изабрана за играчицу меча.
Дала је гол који је осигурао победу на Светском првенсту за жене у Француској 2019. године те је САД тако освојила злато.